# Tolvanloppet
Tolvanloppet är ett motionslopp årligen arrangerat av Bromma IF, med start och mål på Ålstensgatan i Bromma, Stockholm.

## Tolvanloppets historia
I början av 1980-talet fanns det planer på att lägga ner Nockebybanan, linje 12, även känd som Tolvan för att ersätta sträckan med bussar. Som en protest mot nedläggningen anordnades det första Tolvanloppet år 1983.Vid premiären var starttiden klockan 12:00 och sträckningen var ungefär 12 kilometer lång längs med spårvagnens sträckning. Sedan den nya bansträckningen 2008 går loppet i en slinga på 12 km.
Tolvanloppet genomförs normalt i slutet av maj eller början på juni. Under covid-19-pandemin genomfördes inget lopp år 2020 och under 2021 genomfördes loppet i oktober istället. Som startsignal för loppet använder man signaltutan från en spårvagn vid Ålstensgatan

## Galleri

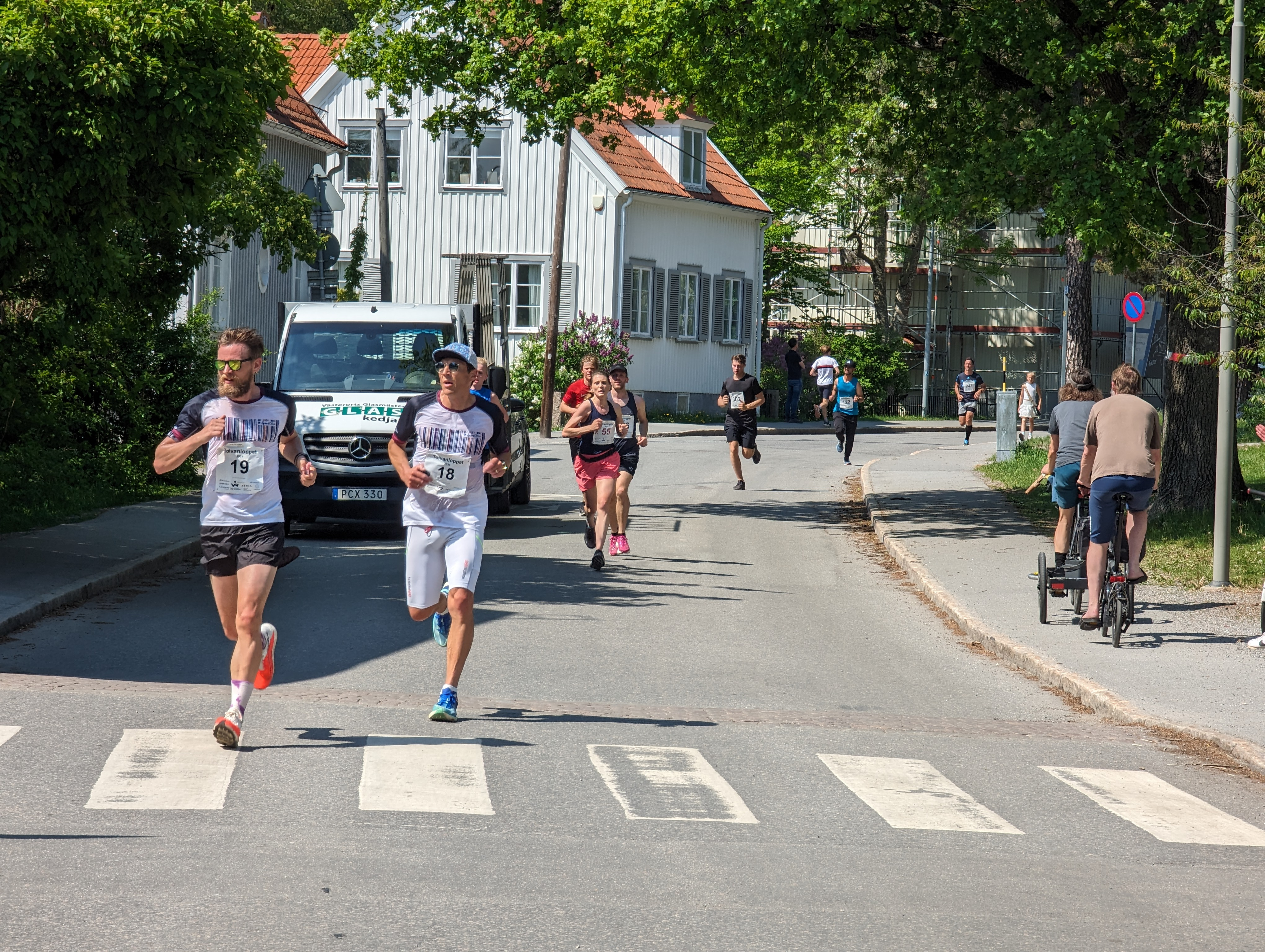
Löpare på Nyängsvägen
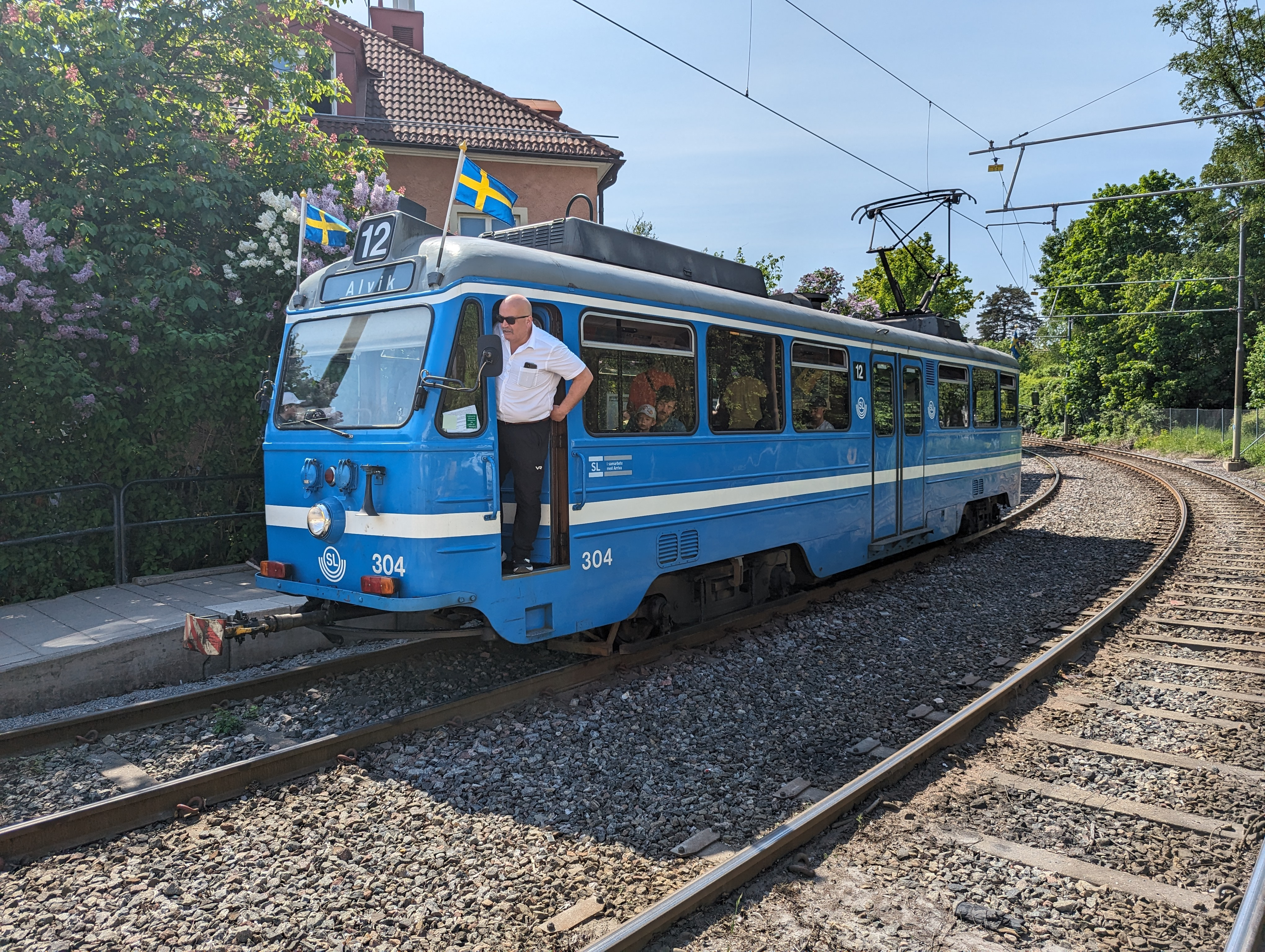
Spårvagn med spårvagnsförare av typen av A30 inför starten
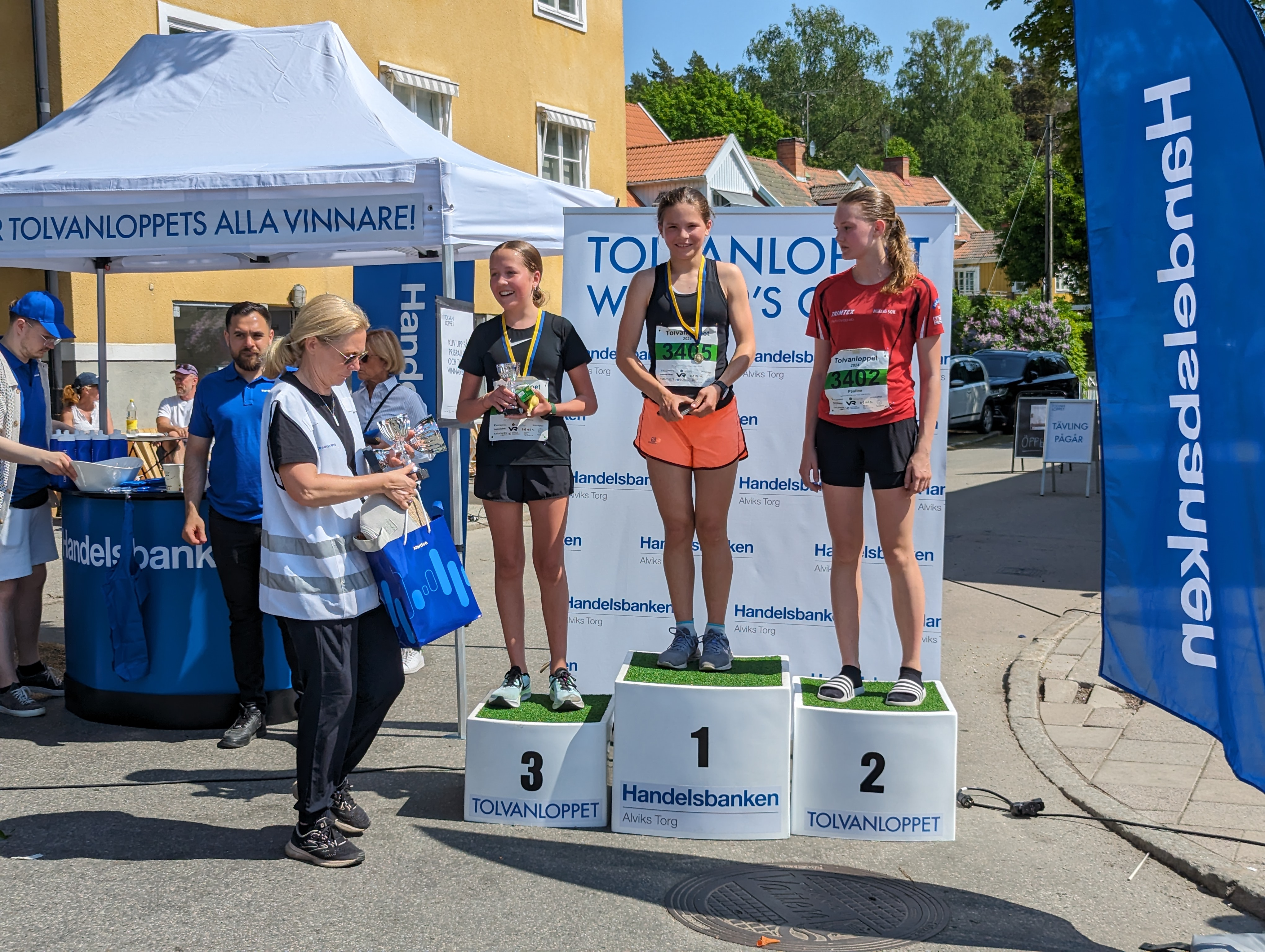
Prisutdelning
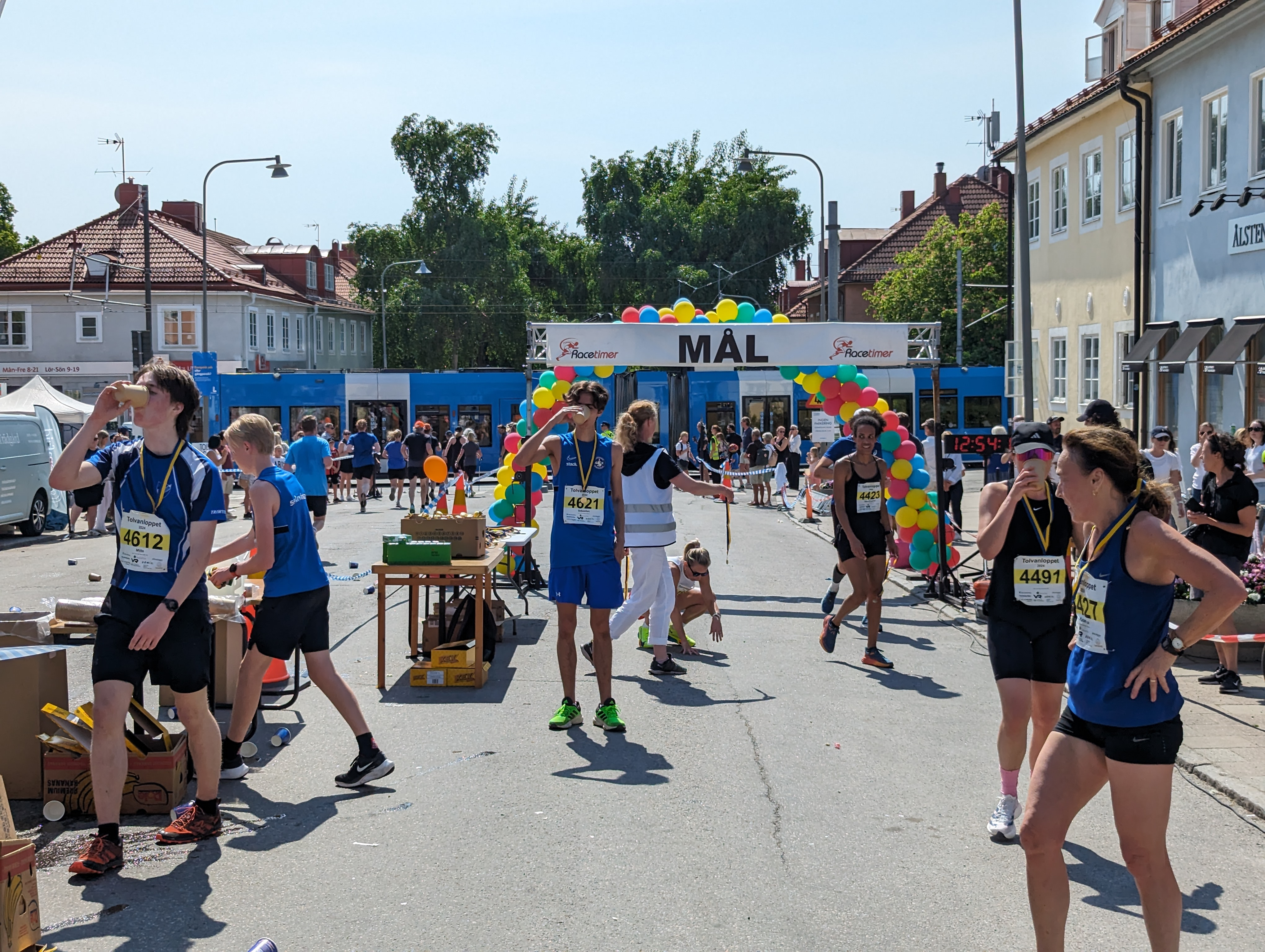
Målgång
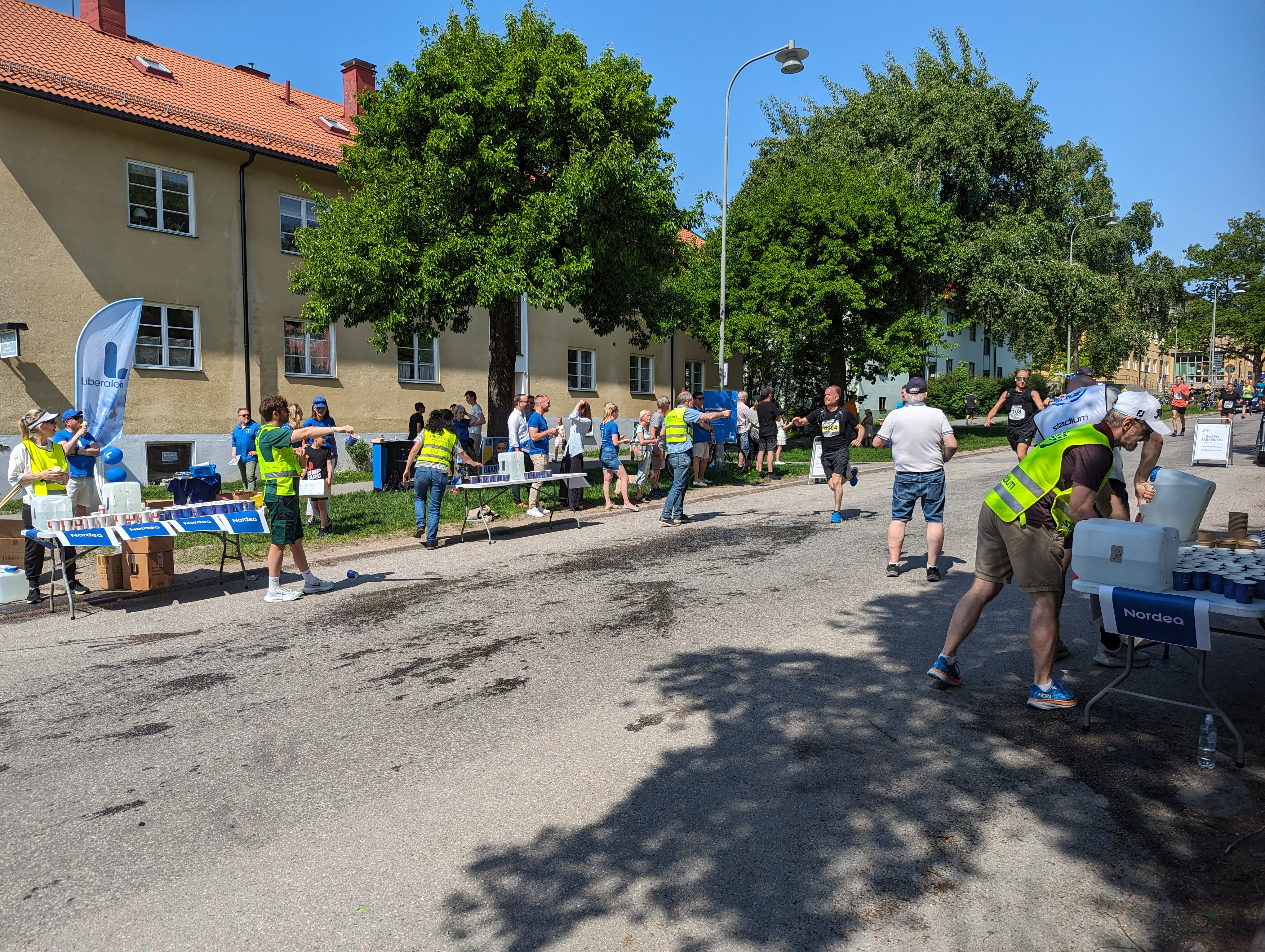
Vätskekontroll på Ålstensgatan